# Zoumana Camara
Zoumana Camara (Colombes, 3 april 1979) is een voormalig Frans-Senegalees voetballer die speelde als verdediger. Hij speelde onder anderen voor Saint-Étienne, Olympique Marseille, Leeds United en Paris Saint-Germain. Bij die laatstgenoemde club beëindigde hij zijn voetbalcarrière in 2015.
Op 1 juni 2001 speelde Camara zijn enige interland voor het Franse nationale elftal in de FIFA Confederations Cup tegen Australië. Frankrijk verloor de groepswedstrijd met 1–0, maar desondanks bereikte Frankrijk de finale van het toernooi en won van Japan. Hij speelde ook twee wedstrijden voor Frankrijk B.

## Statistieken
| Seizoen | Club                | Land               | Competitie     | Duels | Doelp. |
| ------- | ------------------- | ------------------ | -------------- | ----- | ------ |
| 1998/99 | Internazionale      | Vlag van Italië    | Serie A        | 0     | 0      |
| 1998/99 | → Empoli            | Vlag van Italië    | Serie A        | 12    | 0      |
| 1999/00 | → Bastia            | Vlag van Frankrijk | Ligue 1        | 27    | 1      |
| 2000/01 | Olympique Marseille | Vlag van Frankrijk | Ligue 1        | 31    | 1      |
| 2001/02 | Olympique Marseille | Vlag van Frankrijk | Ligue 1        | 11    | 0      |
| 2001/02 | Lens                | Vlag van Frankrijk | Ligue 1        | 0     | 0      |
| 2002/03 | Lens                | Vlag van Frankrijk | Ligue 1        | 14    | 0      |
| 2003/04 | → Leeds United      | Vlag van Engeland  | Premier League | 13    | 1      |
| 2004/05 | Saint-Étienne       | Vlag van Frankrijk | Ligue 1        | 36    | 0      |
| 2005/06 | Saint-Étienne       | Vlag van Frankrijk | Ligue 1        | 36    | 0      |
| 2006/07 | Saint-Étienne       | Vlag van Frankrijk | Ligue 1        | 36    | 0      |
| 2007/08 | Paris Saint-Germain | Vlag van Frankrijk | Ligue 1        | 38    | 1      |
| 2008/09 | Paris Saint-Germain | Vlag van Frankrijk | Ligue 1        | 36    | 0      |
| 2009/10 | Paris Saint-Germain | Vlag van Frankrijk | Ligue 1        | 23    | 0      |
| 2010/11 | Paris Saint-Germain | Vlag van Frankrijk | Ligue 1        | 17    | 2      |
| 2011/12 | Paris Saint-Germain | Vlag van Frankrijk | Ligue 1        | 19    | 0      |
| 2012/13 | Paris Saint-Germain | Vlag van Frankrijk | Ligue 1        | 6     | 0      |
| 2013/14 | Paris Saint-Germain | Vlag van Frankrijk | Ligue 1        | 6     | 0      |
| 2014/15 | Paris Saint-Germain | Vlag van Frankrijk | Ligue 1        | 8     | 1      |
| Totaal  | Totaal              | Totaal             | Totaal         | 369   | 7      |

## Erelijst
Paris Saint-Germain
- Ligue 1: 2012/13, 2013/14, 2014/15
- Coupe de France: 2009/10, 2014/15
- Coupe de la Ligue: 2007/08, 2013/14
- Trophée des Champions: 2014

 Frankrijk
- FIFA Confederations Cup: 2001